# Октябрське сільське поселення (Маріїнсько-Посадський район)
Октя́брське сільське поселення (рос. Октябрьское сельское поселение) — муніципальне утворення у складі Маріїнсько-Посадського району Чувашії, Росія. Адміністративний центр — село Октябрське.

## Населення
Населення — 1579 осіб (2019, 1728 у 2010, 1939 у 2002).

## Склад
До складу поселення входять такі населені пункти:
| Населений пункт           | Населення, осіб (2002) | Населення, осіб (2010) |
| ------------------------- | ---------------------- | ---------------------- |
| Акшики, присілок          | 204                    | 137                    |
| Велике Аккозіно, присілок | 281                    | 228                    |
| Істереккаси, присілок     | 114                    | 109                    |
| Октябрське, село          | 927                    | 860                    |
| Передні Бокаші, присілок  | 221                    | 207                    |
| Старе Тогаєво, присілок   | 114                    | 120                    |
| Хорн'яли, присілок        | 78                     | 67                     |